# 張バートル
張 バアトル（ちょう バアトル）は、金朝末期からモンゴル帝国初期にかけて活躍した人物。最初期にモンゴル帝国に投降し、チンギス・カンの諸国遠征に従った漢人武将の一人。

## 概要
張バアトルは金朝首都北方の守りの要である居庸関に近い昌平県の出身であった。1211年（辛未）よりチンギス・カンの金朝遠征が始まると、張バアトルはモンゴル軍に投降し、その先鋒となることを願い出た。そこでチンギス・カンは張バアトルを自らのケシクテイ（宿衛）に入れ、以後張バアトルはチンギス直属の部下として各地の遠征に従った。張バアトルは漢都虎の指揮下にあってホラズム遠征・タングート（西夏国）遠征・第二次金朝遠征などモンゴル帝国の主要な戦役にはほぼ参加しているが、特に「砲兵」として活躍したのではないかと考えられている。
時期は不明であるが、ある時張バアトルは頬に矢を受けたが退かずに勇戦したため、チンギス・カンよりその戦いぶりを称えられて「バアトル」の名を与えられ、以後漢都虎より信任されるようになったという。1234年（甲午）に金朝遠征が滅亡すると、漢都虎は砲手諸色軍民人匠都元帥に任じられ、張バアトルもこれに従った。漢都虎には子供がいなかったため、漢都虎の死後には張バアトルが跡を継ぎ、漢都虎の兄の子が成長するとこれに地位を譲り張バアトルは前線を退いた。
張バアトルの晩年の事績については記録が残っていない。張バアトルにはマングタイという息子がおり、父の跡を継いで第4代皇帝モンケ・第5代皇帝クビライ時代の南宋遠征に従軍して功績を挙げている。